# Žan Košir
Pour les articles homonymes, voir Košir.
Žan Košir né le 11 avril 1984 à Kranj est un snowbordeur slovène licencié au KD Zakon. Il a débuté en Coupe du monde en 2003 à Maribor (Slovénie).

## Palmarès

### Jeux olympiques d'hiver
| Épreuve / Édition      | Vancouver 2010 | Sotchi 2014 | Pyeongchang 2018 |
| Slalom parallèle       | X              | Argent      | X                |
| Slalom géant parallèle | 6e             | Bronze      | Bronze           |

### Championnats du monde
- Whistler 2005 : abandon au slalom géant parallèle
- Gangwon 2009 : 9e du slalom géant parallèle et 13e du slalom parallèle
- La Molina 2011 : 6e du slalom géant parallèle et 10e du slalom parallèle
- Stoneham 2013 : 4e du slalom géant parallèle et 31e du slalom parallèle
- Kreischberg 2015 :  Médaille d'argent en slalom géant parallèle et 5e en slalom parallèle

### Coupe du monde
- 1 gros globe de cristal :
  - Vainqueur du classement parallèle en 2015.
- 2 petits globe de cristal :
  - Vainqueur du classement slalom parallèle en 2015.
  - Vainqueur du classement slalom géant parallèle en 2015.
- 22 podiums dont 7 victoires.

#### Détails des victoires
| Épreuve / Édition | Slalom parallèle      | Slalom géant parallèle |
| ----------------- | --------------------- | ---------------------- |
| 2012-2013         | Bad Gastein           |                        |
| 2014-2015         | Bad Gastein Asahikawa | Asahikawa              |
| 2018-2019         |                       | Pyeongchang            |
| 2020-2021         |                       | Rogla                  |
| 2024-2025         |                       | Val Saint-Côme         |